# Dammartin-sur-Meuse
Dammartin-sur-Meuse ist eine französische Gemeinde mit 203 Einwohnern (Stand 1. Januar 2022) im Département Haute-Marne in der Region Grand Est; sie gehört zum Arrondissement Langres.

## Geografie
Dammartin-sur-Meuse liegt unterhalb der Quelle der Maas (Meuse), rund 36 Kilometer ostsüdöstlich der Stadt Chaumont in der Landschaft Bassigny.

## Geschichte
Ein Römerweg führte durch die heutige Gemeinde. Siedlungsreste aus der Römerzeit und ein ausgegrabener Friedhof aus der Merowingerzeit belegen eine frühe Besiedlung. Im Mittelalter herrschte die de Rose über die Gemeinde. Die Mechanisierung der Landwirtschaft führte zu einer starken Abwanderung im späten 19. Jahrhundert und im 20. Jahrhundert. Dammartin-sur-Meuse war historisch Teil der Bailliage de Langres innerhalb der Provinz Champagne. Der Ort gehörte von 1793 bis 1801 zum District Bourbonne. Zudem von 1793 bis 2015 zum Kanton Montigny (Name ab 1974: Kanton Val-de-Meuse). Zwischen 1790 und 1794 wurde die Gemeinde Malroy eingegliedert.

## Bevölkerungsentwicklung
| Jahr                       | 1962 | 1968 | 1975 | 1982 | 1990 | 1999 | 2006 | 2012 | 2019 |
| Einwohner                  | 266  | 239  | 229  | 207  | 186  | 195  | 218  | 215  | 197  |
| Quellen: Cassini und INSEE |      |      |      |      |      |      |      |      |      |

## Sehenswürdigkeiten
- Kirche Saint Martin aus dem Jahr 1837
- Kapelle Saint Martin aus dem Jahr 1863
- Kapelle Sainte Thérèse de Lisieux in Malroy (erbaut 1929)
- Lavoir (ehemaliges Waschhaus) in der Rue de la Fontaine
- mehrere Kalvarienberge und Wegkreuze
- Eingang und Nebengebäude des untergegangenen Schlosses